# Ruanda (Mbeya)
Ruanda è una circoscrizione urbana (urban ward) della Tanzania situata nel distretto urbano di Mbeya, regione di Mbeya. Conta una popolazione di 21 927 abitanti (censimento 2012).